# Афгански сеносъбирач
Афганският сеносъбирач още риж сеносъбирач (Ochotona rufescens) е вид бозайник от семейство Пики (Ochotonidae).

## Разпространение
Видът е разпространен в Афганистан, Иран, Пакистан и Туркменистан.